# Heinrich Schreirer
Heinrich Schreirer (ur. 11 czerwca 1923 w Mircea Voda, zm. ?) – zbrodniarz hitlerowski, SS-Oberscharführer, członek personelu obozów koncentracyjnych Auschwitz-Birkenau i Bergen-Belsen.
Obywatel rumuński narodowości niemieckiej. Do Niemiec przybył w czerwcu 1941 i w październiku tego roku wstąpił do Luftwaffe. Schreirer pełnił następnie służbę na terenie Rumunii i Norwegii. Przydzielony do załogi Auschwitz w listopadzie 1942, gdzie pozostał do połowy 1943. Następnie przeniesiony do Bergen-Belsen, gdzie pełnił służbę jako Blockführer (blokowy) i członek Wydziału Politycznego (obozowego gestapo). W lutym 1945 Schreirer przeniesiony został do piechoty.
W maju 1945 aresztowały go wojska brytyjskie. W pierwszym procesie załogi Bergen-Belsen przed brytyjskim Trybunałem Wojskowym Schreirer skazany został na karę 15 lat pozbawienia wolności. Zwolniono go z więzienia już 3 września 1950.